# Naissance en 1020
Naissance
- 1016
- 1017
- 1018
- 1019
- 1020
- 1021
- 1022
- 1023
- 1024

Cette page dresse une liste de personnalités nées au cours de l'année 1020 :
- Almodis de la Marche, femme de la haute noblesse.
- Bernard de Menthon, archidiacre d'Aoste (saint).
- Hugues Candide, cardinal français.
- Filarete de Calabre, abbé ascétique  (saint).
- Frédéric III de Lorraine, comte de Bar et un duc de Haute-Lotharingie (ou de Lorraine).
- García IV de Navarre, également appelé García IV Sánchez, el de Nájera, roi de Pampelune et de Navarre
- Guillaume Ier de Bourgogne, dit Guillaume le Grand ou Tête Hardie, comte de Bourgogne, comte de Mâcon et père du pape Calixte II.
- Guillaume de Poitiers, chroniqueur normand.
- Guo Xi, peintre chinois.
- Henri II de Louvain, dit le ceinturé, comte de Louvain et de Bruxelles.
- Osbern Giffard (en), chevalier ayant participé à la conquête normande de l'Angleterre, en 1066.
- Salomon ibn Gabirol (Avicebron) philosophe juif.
- Su Song, scientifique polymathe chinois.
- Sven II de Danemark, roi de Danemark.
- Vladimir de Novgorod (en), prince de Novgorod.
- Wulfhilde de Norvège, princesse norvégienne et duchesse de Saxe.
- Zhang Zai, cosmologue chinois.

## Crédit d'auteurs
- Cet article est partiellement ou en totalité issu de l'article intitulé « 1020 » (voir la liste des auteurs).